# 鬼神伝
『鬼神伝』（おにがみでん）は、高田崇史による日本の冒険小説。

## 概要
2004年に講談社の小説レーベル「ミステリーランド」から『鬼神伝 鬼の巻』と『鬼神伝 神の巻』の2巻が刊行された。内容としてはジュブナイル向けに執筆されている。
鬼と人とが激しい戦いを繰り広げていた平安時代へタイムスリップしてしまった内気な中学生の少年・天童 純の物語。なぜ鬼は節分の日に豆をぶつけられるのか、なぜ鬼は桃太郎に退治されなければならなかったのか…を、作者の歴史考察を交えながら物語が展開される。
2010年10月に続編『鬼神伝 龍の巻』が講談社ノベルスから書き下ろし100冊として刊行された。『神の巻』の後、高校生となった純が鎌倉時代へタイムスリップして新たな活躍をする物語となっている。
アニメ映画化され、2011年のゴールデンウィークに公開された。

## 登場人物
天童 純（てんどう じゅん）
声 - 小野賢章
原作では、京都市の中学校に3カ月前に転校してきた少年。父親が転勤を繰り返しており、友達と馴染めずにいるばかりか家庭内でも両親から八つ当たりに叱られるなど不遇な思いで過ごす事が多く、日常や学校生活にあまり肯定感を持っておらず、殺気立ったような棘のある言動が目立つ。
密教僧・源雲に平安時代へ飛ばされ、鬼と戦う使命を負い、オロチを甦らせるが、鬼との戦いへ向かう最中に鬼の子・水葉と出会い、彼女の仲間から自分が素戔嗚尊の血を継ぐ、正統な鬼の子孫であり、民のほとんども鬼の血を継ぐ者であると聞かされ、鬼と共に貴族たちと戦う道を選ぶ。
鬼の巻の終盤で、平安時代から飛ばされて、現世の両親の許で暮らしていることが明らかとなる。
原作では、平安時代に飛ばされてからは即刻源雲に操られ戦いに参加している。
神の巻の後半にて最終決戦前にもう現代には帰らないと水葉に告白し、「月が傾くまで抱き合っていた」などと水葉と性的関係を示唆する記述がある。
劇場版
京都市中心部に住んでいる母子家庭。母親との関係は良好だが、7年前に事故死した父親を無駄死にと捉えており、長年遺影を見るのを避けてきたほどトラウマを抱えている。
しかし後に、夢の中で、弱くても強者と立ち向かう少年時代の父を見て考えを改める。
交友関係も良好であり、下校中2人声をかける友人がいる。
性格はあらゆるものに対して臆病で、飛び出したこどもに注意もできないなど弱気だが、子犬にサンドイッチを与えるなど心優しい面もある。
序盤では決断できず迷い続けるが、相手の意向を無視し強引に行う源雲と違い、人との対話を通して答えを見つけ出そうとする大人としての面も持ち、命を賭けて戦う人々の姿を見て、源雲と決別し命を賭け戦いに挑む。
キャラクターデザインは西尾鉄也による完全オリジナルのように思えるが、制服姿や狩衣姿など、原作の表紙を原型としている部分がある。
逆に講談社文庫版の表紙では、水葉共々劇場版を元にしたデザインで描かれている。
カメラ付き携帯電話を離さず、風景写真を頼光に「写メ」と説明して撮影し、終盤の現代で、頼光・水葉と3ショットしたものを眺める描写がある。
血統について源雲からは「正統なる貴族の末裔」、海神からは「勾玉の末裔」と、それぞれ言い換えられている。
弱った水葉と抱き合っている所を平安の兵士に目撃された時の反応や、形式的に村の説明をする水葉を経緯は不明だが湖に連れ出して二人で会話をすることになるなど、それなりの異性に対する意識や欲求はある。
しかし水葉と親密な関係を結んでいる原作とは違い、劇場版では単なる友達程度である。
大和の雄龍霊（やまとのおろち）
貴族によって封印されていたが、純によって解放される。普段は肩の上に乗るサイズだが、純が草薙剣を手に入れると、八つの頭を持つ巨大な龍に変身する。
劇場版では大友克洋がデザインコンセプトを担当しており、原作中の描写とは大きく異なり、逆に純を頭の上に乗せて、空を自由自在に飛行するほど。

### 貴族とその仲間
源雲（げんうん）
声 - 中村獅童（特別出演）
京都にある古刹・不仁王寺（ふにおうじ）の密教僧。時空を超えることができるなど様々な術を持つ。
純を平安時代へ飛ばし、人に悪さをする鬼を退治するよう命じる。
劇場版では「平安楽土」を願い、鬼達の戦いが激化したことで、純を平安時代に呼び寄せオロチを復活させた。
だが、その本心は琵琶湖の水とオロチを手に入れて、世界征服を果たす事。意に反する人物は次々と殺すが、それらは彼自身の「正義」の下で行っており、完全に悪役としては描かれておらず、純も初めは彼の意志を受け止めた上で、同じく意志を持つ者として戦う。
最終的には純や素戔男尊の攻防によりすべてが崩壊するが、「私は私の願いが叶うまで生き続ける」と発言し生死は不明。
源頼光（みなもとの らいこう）
声 - 近藤隆
平安京を警護する武士。源満仲の長子。帝釈天を天令招換し自身に乗り移らさせる。
劇場版では純や水葉と同年代の少年。貴族の父と鬼側の母との間に生まれ、両親は貴族と鬼の戦いを休戦させようとした折に源雲の陰謀で戦闘に巻き込まれて死亡している。
幼少期は海神や水葉たちと過ごしていたが、10歳を過ぎた頃に鬼の暮らしから離れ、両親の死の事実を知らずに(源雲の陰謀で)、彼の下に仕えていた。
藤原基良（ふじわらの もとよし）
右大臣。太政大臣・藤原房盛の次男。朝廷の実質的な支配者。
藤原房盛（ふじわらの ふさもり）
太政大臣。基良の父親。
多治比麻呂（たじひの まろ）
声 - 野島昭生
中納言。何者かに惨殺される。
劇場版では、戦いを好まず、鬼とも対話を経て和解できないか考えている。
純もそれに習い、一緒に争いを止めるべく彼の元を尋ねるが、すでに源雲によって殺されていた。
大伴宿禰（おおともの すくね）
大納言。目つきが鋭く大柄な体格。
渡辺綱（わたなべの つな）・金太（きんた）・貞光（さだみつ）・季武（すえたけ）
声 - 森久保祥太郎、伊藤健太郎、加瀬康之、小森創介
頼光の部下。源雲が四天王を召喚し乗り移らさせる。綱が毘沙門天に、金太は増長天に、貞光は持国天に、季武は広目天になる。劇場版では頼光と同年代の少年。

### 鬼とその仲間
海神（わだつみ）
声 - 塚田正昭
海の神。龍宮の主。原作・神の巻で貴族との戦いで命を落とした事が明かされるが、純が現世に戻った時に立ち寄った「水乃葉神社」でそっくりな姿をした神主が登場する。
水葉（みずは）
声 - 石原さとみ
純たちが鬼退治で鞍馬山へ向かう途中に、怪我をしていた鬼の少女。海神の孫娘。
原作・神の巻の終盤の戦いで命を落とすが、龍の巻の現世でそっくりな少女が登場する。
劇場版では、源雲を強く憎み戦おうとしているが、あくまで平和や仲間を守るためである。水の術を使う。
ディレクターズカット版で、全く胸が無いことが分かる。
海邪鬼（あまのじゃく）
声 - 相ヶ瀬龍史
海神の部下。小鬼。劇場版では序盤に純を浚いに現世へ赴くが、純が源雲の結界に入ったため失敗する。
宇賀女（うかめ）、ワニ、白蛇、河童
海神の部下。
山神（やまつみ）
声 - 三宅健太
山の神。高い天井に頭が付きそうなほど背が高い。
火神（かぐつち）
声 - 東條加那子
火の神。真っ赤な着物を着た女性。
劇場版では、胸元を大きく開け、イヤリングやネックレスなどで着飾った派手な姿をしている。
野火（のび）
火神の娘。
火吹き男（ひふきおとこ）、荒神（こうじん）
火神の仲間。
土神（はにやま）
声 - 逢坂力
土の神。真っ黒な岩のような男。
木神（くくのち）
声 - 咲野俊介
木の神。緑色の着物を着たスリムな男。
劇場版では雄龍霊の動きを止めるほどの能力を持つ。
木霊（こだま）、来根（きつね）、熊奴（くまぬ）
木神の仲間。
モンモウ
木神の仲間の小鬼。
ダダ法師（ダダほうし）、大人（うし）
山神よりも大きい。
小野篁（おの の たかむら）
元貴族。人の理不尽さに怒り、鬼の世界の主となった。
牛頭（ごず）・馬頭（めず）
篁の部下。
烏天狗（からすてんぐ）
鞍馬山の神。

### 阿修羅王とその仲間
阿修羅王（あしゅらおう）
天竺に住む戦いの神。迦楼羅に乗り、十二神将たちを従えて帝釈天らと戦い続ける。頼光に乗り移った帝釈天を追って都へ来る。
伐折羅大将（ばさら）・宮毘羅大将（くびら）・摩虎羅大将（まこら）
十二神将の一部。阿修羅王の部下。
荼吉尼（だきに）
人の魂を食べて生きる、天竺のキツネ。大黒天の手下。
歓喜天（かんぎてん）
象の顔をした天竺の鬼神。4本の手に索条、三鈷杵、法輪、剣を持つ。鼻が大蛇のように伸びる。
三面大黒（さんめんだいこく）
帝釈天の部下。大黒天・毘沙門天・弁財天の3つの顔を持つ。

### その他
弥勒（みろく）
兜率天に閉じ込められている、世界を破滅させるほどの力を持つ破壊仏。基良らは不吉過ぎる名前を避け「三拝の一二三」（さんばいのひふみ=123を3倍すると369）と呼ぶ。
二十八部衆（にじゅうはちぶしゅう）
観音菩薩の眷属。
天童美咲（てんどう みさき）
声 - 八十川真由野
純の母親。
夫の度重なる転勤で、近所付き合いに馴染む前に転居するため愚痴を言う仲間がいないとして、純や夫にあたるヒステリーな性格描写がある。
実は純との血縁関係は無い。また、作中で直接登場することはなく、記述のみである。
劇場版ではシングルマザー。京都弁で話す。純との関係は良好だが、功の死因を無駄死にと捉えている息子と違い、幼少期の純に「お父さんのように勇気のある男になってな」と言い聞かせるなど、夫を誇りに思っている。
天童功（てんどう いさお）
声 -田村睦心（幼少期）
会社の機嫌を伺うため転勤を繰り返している。
劇場版では高校教師で、純が幼少期に他界している。幼い頃から正義感が強く、ひ弱にも関わらずガキ大将から友達を庇って喧嘩をする場面がある。自身の死因も、踏み切りに飛び込んだ少女を救い自身が身代わりとなったため。
美咲と共に、勾玉一族であったのかは明らかにされなかった。

## 書誌情報
- 『鬼神伝 鬼の巻』 2004年1月30日発行、講談社〈ミステリーランド〉、ISBN 4-06-270567-2
- 『鬼神伝 神の巻』 2004年4月27日発行、講談社〈ミステリーランド〉、ISBN 4-06-270572-9
- 『鬼神伝』（※上記2冊の内容を合本・加筆訂正したもの） 2010年10月6日発行、講談社ノベルス、ISBN 978-4-06-182735-6
- 『鬼神伝 龍の巻』 2010年10月6日発行、講談社ノベルス、ISBN 978-4-06-182736-3

## 映画
原作に倣い歴史ファンタジーとアドベンチャーを織り交ぜた長編アニメーション映画として制作され、2011年4月29日に東北地方を除く全国で公開された。SPEJのアニメ販売事業がアニプレックスに譲渡されて以来初めて製作を手がけたアニメーション映画である。
監督の川崎博嗣はフリーのアニメーターで、『スプリガン』『劇場版 NARUTO -ナルト- 大激突!幻の地底遺跡だってばよ』に次いで3作目の監督作となる。なお、本作のオロチコンセプトデザインとして大友克洋が参画しているが、川崎は『AKIRA』作画、『最臭兵器』『スプリガン』のキャラクターデザイン・監督を経験しており、大友作品との関係を有している。
原作者がほとんど製作に口出さずにスタッフ側へ委ねたため、スタッフ側の脚色により原作とはストーリーやキャラクター設定が大きく異なる点が多く、純が善悪の判断に苦悩し、勇気ある決意をして成長していく姿を軸に描かれている。テレビ東京の「鬼神伝 特集」によれば構想7年、『活字倶楽部』2011年春号の特集記事によれば、2004年の原作刊行時から目に付けていたとのこと。
音楽は宇崎竜童が担当。かねてより宇崎のファンであった監督の川崎が、本作のトレーラーを見せ、曲の使用を頼んだことが切っ掛けで決定している。楽曲は映画とほぼ同時進行で作成され、「和モノと洋モノの楽器をぶつけて欲しい」という要望や、大画面で見た場合の音の広さや深さを考慮し、特に和太鼓の場面にこだわった宇崎は、和太鼓奏者の林英哲に依頼している。
当初は2010年10月9日公開予定であったが、同年9月に2011年春への公開延期がSPEから発表され、2011年ゴールデンウィーク公開へと至った。本作の公式ウェブサイトでは東日本大震災以降、コンセプトアートに「がんばろう 日本」の毛筆メッセージを載せた画像の表示後に本来のトップページとメニューが表示されるようになった。
主要キャスティングは監督の意向で決められた。映画観客動員ランキング（興行通信社）は大作に押され初登場第12位であり、トップ10圏外であった。
東北地方ではフォーラムシネマが上映館となるが、2011年7月2日から青森・八戸でそれぞれ1週間公開され公開を終了した。また、2010年5月27日に閉館した池袋テアトルダイヤでの新作最終上映作品（かつ関東地区での最終上映）となった。
第15回（2011年度）文化庁メディア芸術祭アニメーション部門優秀賞を受賞。
2011年9月28日にSPEJからBlu-ray Disc（BDMV）とDVDビデオソフトが発売された。BD版には本編119分の「ディレクターズ・カット版」が別途収録されている。

### 劇場版のあらすじ
現代から一千年以上前の大昔。後に平安京となる広大で豊かな土地があった。そこに住んでいた人々は農作業や牧畜などで、自給自足に近い暮らしを営んでいた。しかし、当時の大和の国にいた貴族たちが、長岡京からその土地に遷都して、平安京を築いた。そして、そこで生きていた人々は追い払われて、都から遠く離れた里に隠れ棲み、鬼と呼ばれ迫害された。天童純は、平安京と隠れ里で生きる双方の人達と接していく中で、自分自身の中で悩み抜き、善も悪も無い共存共栄こそが、唯一の道だと確信する。そしてその信念こそが、天童純の中に眠る一族の末裔の血と力をも覚醒させる。
この物語は両者ともに正義があり、その正義と生きる、または共鳴する人達の人間模様を描かれている。

### スタッフ
- 原作 - 高田崇史「鬼神伝」（講談社刊）
- 監督 - 川﨑博嗣
- 脚本 - 荒川稔久、川﨑博嗣
- 絵コンテ - 川﨑博嗣、佐々木守、小原秀一
- キャラクターデザイン - 西尾鉄也
- オロチコンセプトデザイン - 大友克洋
- 物の怪デザイン・色原案・作画監督 - 橋本晋治
- サブキャラクターデザイン・作画監督 - 外丸達也
- 演出 - 古川順康
- 美術 - 松岡聡、小関睦夫
- 色彩設計 - 西香代子
- ビジュアルコンセプトデザイン - 遠藤正明
- 3Dグラフィックデザイン - 高畠聡
- 3DCGIディレクター - 千葉高雪
- 撮影監督 - 松本敦穂
- 編集 - 森田清次、田村ゆり
- 音響監督 - 鶴岡陽太
- 音楽 - 宇崎竜童
- 演奏 - 續☆竜童組
- 太鼓 - 林英哲
- プロデューサー - 五味大輔、押切万耀、堤寛、篠原廣人
- 配給 - ソニー・ピクチャーズ エンタテインメント（SPEJ）
- アニメーション制作 - スタジオぴえろ
- 製作 - 「鬼神伝」製作委員会（SPEJ、ぴえろ、テレビ東京、SMEJ）

#### 主題歌
- 福原美穂[4]「STARLIGHT」（『The Soul Extreme EP』収録）

### ロケハン

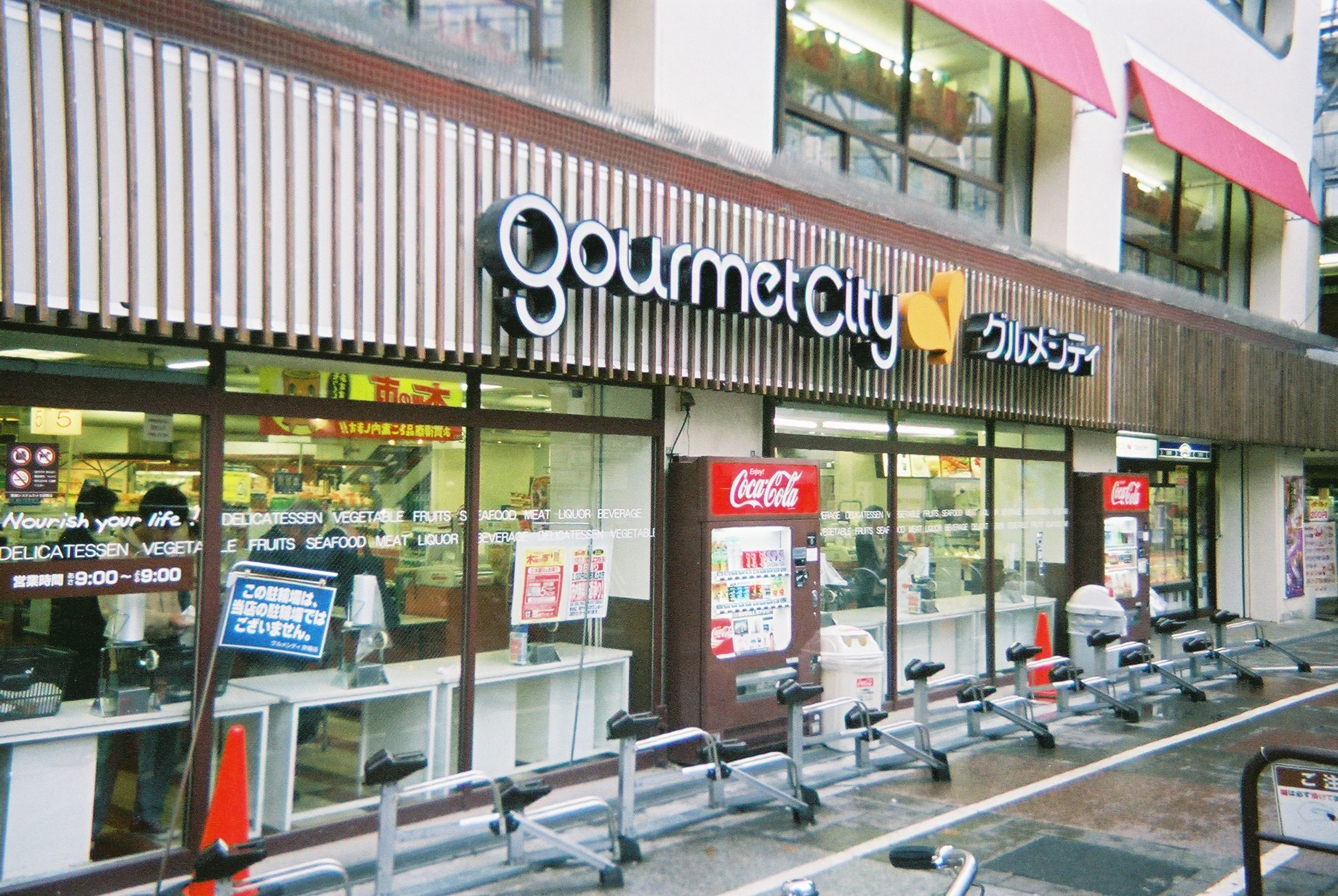
劇場版で純が買い食いに寄るスーパーマーケットのモデルとなった、グルメシティ京極店

主に京都市内でスタッフがロケハンし、本編では写実的な背景描写で登場する。
- 四条大橋・祇園四条駅周辺
- 寺町京極商店街 - 本編中に純が自転車で通る場面があるが、現実には車両通行禁止地帯となっている。
- ろっくんプラザ（六角通・新京極）
- グルメシティ（近畿）京極店（劇中ではgaumer cityと伏字表記）
- 円山公園 (京都府)
- 六道珍皇寺
- 八坂神社（劇場版で架空の神社として登場）
- 神泉苑（原作・劇場版とも史実を基に脚色を加えている）
- 平安京（劇中で再現）
- 東北院

### プロモーション
- 京都市交通局の市バス・地下鉄と京都バス車内にポスターが出稿された（2011年5月20日時点）。また、交通局によるイベント情報と平安京跡などロケ地解説を交えたタイアップ版のチラシも作成され、交通局窓口などで配布されている。
- 京都国際マンガミュージアムで2011年4月19日から5月20日まで原画や背景イラストなどを展示する「鬼神伝 原画展」が開催された。
- 2011年4月27日に、Ustream上でスタッフの川﨑（監督）・宇崎（音楽）・福原（主題歌）の3名が出演し生中継でストリーム配信するトークイベントが行われ、製作委員会側が把握した最多同時視聴者数×100円を日本赤十字社へ東日本大震災の義捐金として寄付する試みが行われた[11][3][4]。結果、同時視聴者数は362人で36200円を寄付した[12][4]。

- テレビ東京が製作参画しているため、以下の放送がされている。
  - 2011年4月16日放送のシネ通!に石原さとみが出演しPRした。
  - 2011年4月25日-28日の『ピラメキーノ』内の「ピラメキニュース」で、サキ姉とタカシ少年による解説付きで紹介された。タカシはサキ姉に「純の結末を一緒に観よう」と誘うが、「他の人と見ます。」とキッパリ斬られるオチがついた。
  - 広報番組・インフォマーシャルのローカル枠のエンタメ情報『Eネ!』で「鬼神伝 特集」が組まれる。